# クリス・ブリストウ
クリス・ブリストウ（Chris Bristow、1937年12月2日 - 1960年6月19日）は、イギリス出身のF1ドライバー。「クリス・ブライストウ」と表記されることもある。

## 略歴
1959年、ブリストウはBRP(この年はクーパー使用のプライベーター)から地元イギリスGPでF1デビュー。このレースはF2仕様のマシンでの出走だったが、決勝10位を記録。これは混走したF2マシン勢の中でも最上位の順位だった。
翌年も引き続きBRP(この年は「ヨーマン・クレジット・レーシング」として参戦、前年に引き続きクーパー使用のプライベーター)からF1に参戦。完走こそ無かったものの、第2戦モナコGPでは予選4位を記録するなど好調を見せていた。

### 事故死
しかしブリストウは、のちに「暗黒の週末」と呼ばれることとなる第5戦ベルギーGP(スパ・フランコルシャン)で命を落としてしまう。
前日の予選中、スターリング・モスやマイク・テイラーが重傷を負う事故を起こすという波乱の展開で迎えた決勝レース。「スパウェザー」と称される雨のなか、予選9位から順位を上げフェラーリのウィリー・メレスとバトルをしていたブリストウだったが、20周目にメレスに対してオーバーテイクを仕掛けた際にコースアウトしてしまい、そのままアームコ・バリア（二重構造のガードレール）に激突。さらにそのバリアを突き破って土手に衝突しマシンは大破した。ブリストウは、突き破った際に鋭利な凶器と化したアームコ・バリアによって下顎から上を切断され即死した。22歳没。ちなみにブリストウの事故は、前日の予選でモスが事故を起こした現場から数メートルと離れていない地点でのことだった。
さらにブリストウの事故から5周後にも、ロータスのアラン・ステイシーが顔面に鳥が直撃し死亡する事故が発生し、このグランプリはF1世界選手権開設後初となる「1グランプリで、出場ドライバーの中から2名以上の事故死者が出たレース」となってしまった（F1におけるこの例は、このレースと1994年サンマリノGPの2例だけである）。

## F1での年度別成績
| 年     | 所属チーム                     | シャシー | 1   | 2       | 3   | 4       | 5       | 6   | 7   | 8   | 9   | 10  | WDC       | ポイント |
| ------ | ------------------------------ | -------- | --- | ------- | --- | ------- | ------- | --- | --- | --- | --- | --- | --------- | -------- |
| 1959年 | クーパー／BRP                  | T51 F2   | MON | 500     | NED | FRA     | GBR 10  | GER | POR | ITA | USA |     | NC (36位) | 0        |
| 1960年 | クーパー／ヨーマン・クレジット | T51      | ARG | MON Ret | 500 | NED Ret | BEL Ret | FRA | GBR | POR | ITA | USA | NC (59位) | 0        |